# 大科克蘭湖
56°3′36″N 62°9′56″E / 56.06000°N 62.16556°E
大科克蘭湖（俄语：Большой Коклан），是俄羅斯的湖泊，位於該國西南部，由庫爾干州和車里雅賓斯克州負責管轄，面積7.8平方公里，海拔高度163米，平均水深2米，最大水深3米。